# Ansitz Ballenhaus

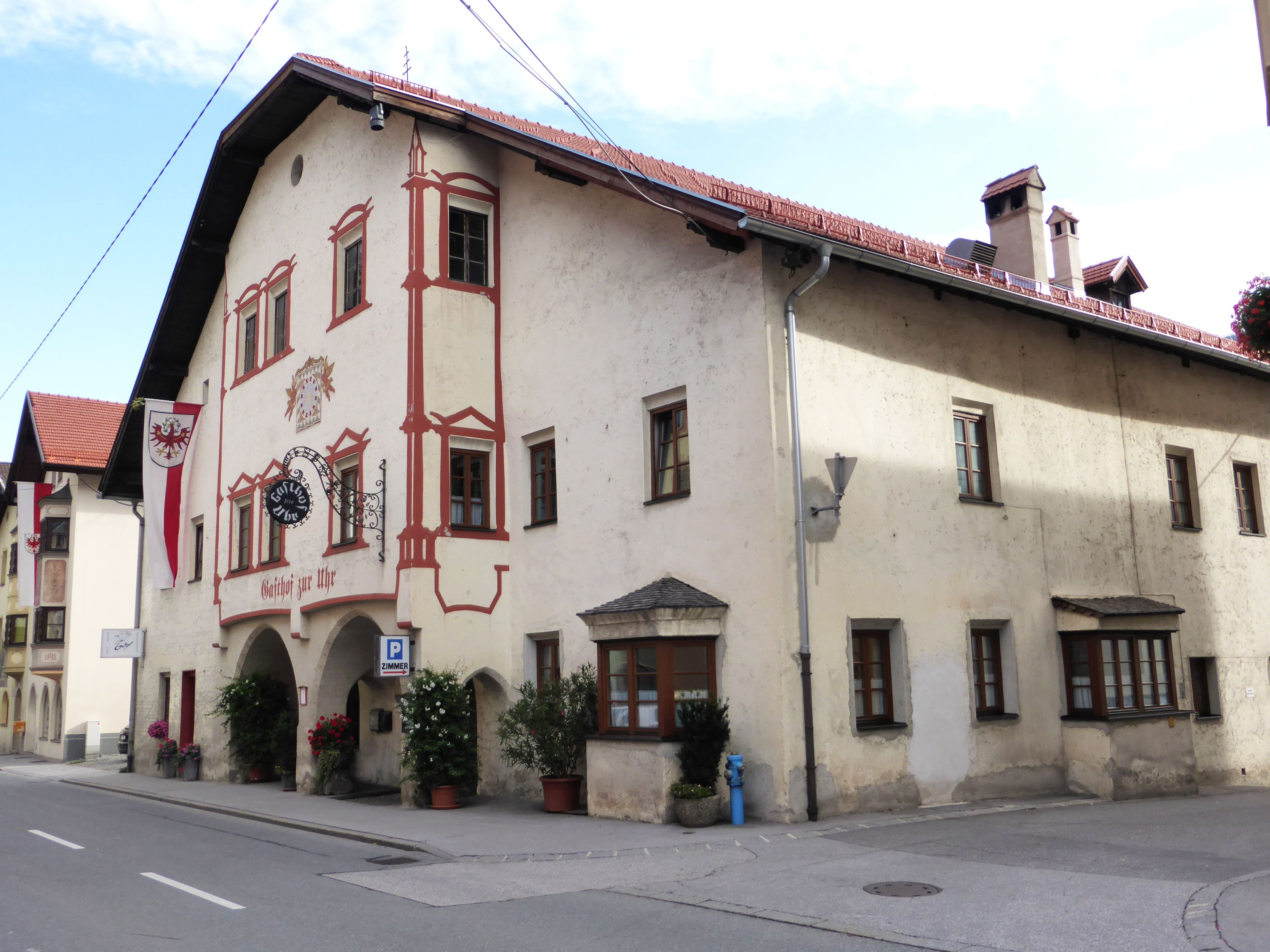
Ansitz Ballenhaus, heute Gasthaus Zur Uhr

Der Ansitz Ballenhaus (bisweilen auch Ballhaus geschrieben) befindet sich in der Gemeinde Matrei am Brenner im Bezirk Innsbruck-Land von Tirol (Brenner Straße 60).

## Geschichte des Ansitzes
Matrei ist durch die seit der Römerzeit bestehende Straßengabelung nach Innsbruck bzw. nach Hall gekennzeichnet. Daraus ergab sich die bauliche Struktur des Marktes als Straßensiedlung mit den an der Straße gereihten Gasthöfen und Handwerkerstätten, zu denen auch der Ansitz Ballenhaus gehört. Nach dem großen Ortsbrand von 1468 wurde der Ansitz 1471 von Augustin Heyerling (Heuerling) im gotischen Stil erbaut; dabei wurde er um ein benachbartes Haus erweitert, wie man an dem Knick in der Vorderwand sehen kann. Zu dieser Zeit war der Ansitz das Ballhaus oder Ballenhaus, in dem Handelsware feilgeboten wurde. Die Heuerlings waren ein angesehenes Geschlecht, das durch die einträgliche Frächterei zu Besitz gekommen ist. Im 16. und 17. Jahrhundert wurde der Ansitz als Rathaus von Matrei verwendet.

## Ansitz Ballenhaus heute
Im Erdgeschoß des Ansitzes befindet sich ein mit einem Netzrippengewölbe ausgestatteter Flur mit zwei wuchtigen gotischen Rundpfeilern. Im Hinterhaus liegt eine über zwei Stockwerke reichende Treppenhalle, es finden sich hier eine Freitreppe, Galerien und ein Wandfresko von 1471. Letzteres wurde im 18. Jahrhundert bzw. nochmals um 1945 ergänzt. Das Bild stellt zwei Wappentartschen dar, von denen das linke das Wappen der Heuerling ist, gehalten wird dieses von einer in burgundische Tracht des späten 15. Jahrhunderts gekleideten Dame. Aus der Entstehungszeit ist folgende Inschrift erhalten: Hoc opus testudinum completum est sub anno MCCCCLXXI die Jovis prima Mensis Septembris. Neben dem Haus steht auch die Waage von Matrei, die in früherer Zeit ein wichtiges Instrument für die Händler war.
Heute befindet sich in dem Gebäude das Gasthaus Zur Uhr. Das Haus ist im Besitz der Familie Karl Weiss.